# Martín Marculeta
Martín Marculeta aussi appelé Martin Markuleta en basque (né le 24 septembre 1907 à Saint-Sébastien au Pays basque et mort le 19 novembre 1984 dans la même ville) est un joueur et entraîneur de football espagnol.

## Biographie
Durant sa carrière, il joue tout d'abord à la Real Sociedad (entre 1924 et 1934) et à l'Atlético de Madrid (de 1934 à 1936), et joue 15 fois avec un but pour l'équipe d'Espagne, qui dispute les Jeux olympiques d'été de 1928 et la coupe du monde 1934 en Italie.
Il devient ensuite entraîneur avec l'Atlético de Madrid, la Real Sociedad et le Sporting de Gijón